# Tachyon
Pour les articles homonymes, voir tachyon (homonymie).

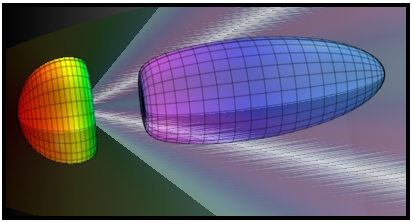
Simulation de l'observation d'un tachyon. Puisque ce dernier se déplace plus rapidement que la lumière, son approche ne pourrait être vue. Après être passé à proximité d'un observateur, ce dernier pourrait voir deux images du tachyon allant en directions opposées. La ligne noire représente l'onde de choc engendrée par l'effet Tcherenkov.

Le tachyon est une classe de particules hypothétiques dont les principales caractéristiques sont d'avoir une vitesse toujours supérieure à la vitesse de la lumière dans le vide ({\displaystyle c}), une masse imaginaire pure et une énergie qui diminue lorsque la vitesse augmente.
Imaginé dans les années 1960, le tachyon apparaît dans certains modèles de la théorie des cordes, tels la théorie des cordes bosoniques, ainsi que dans certains calculs de la théorie quantique des champs. Dans ces cas, on parle généralement de champ tachyonique et l'apparition de ce dernier est considérée comme étant le signe d'une instabilité du modèle théorique développé.
Ses caractéristiques physiques hors normes, la difficulté (voire l'impossibilité) de son observation ainsi que les possibles paradoxes qui seraient engendrés par son existence amènent cette particule exotique à être régulièrement abordée dans la culture populaire.

## Histoire

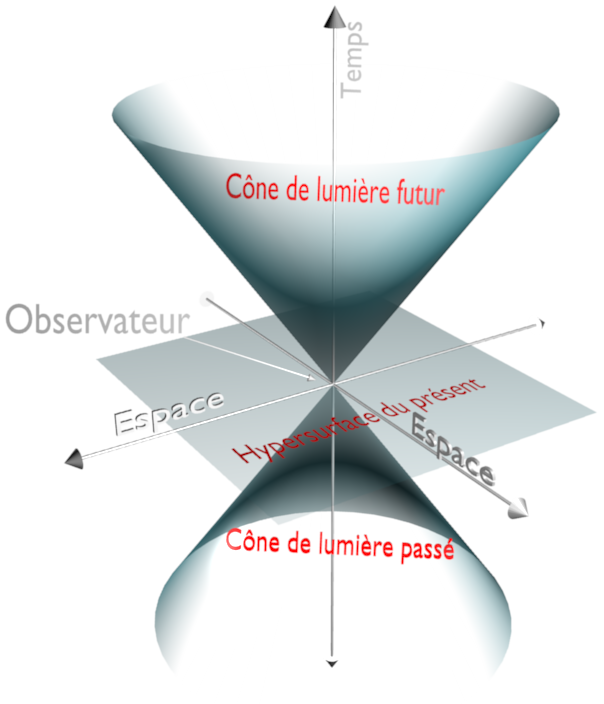
Un cône de lumière centré sur un évènement. Le tachyon est une particule située dans l'intervalle de genre espace.

L'existence d'une particule possédant une vitesse supraluminique pose un problème fondamental en physique depuis l'avènement de la relativité restreinte au début du XXe siècle. 
En 1904, Arnold Sommerfeld étudie la possibilité d'accélérer des particules à des vitesses plus rapides que {\displaystyle c}. Il découvre que de telles particules accélèrent en perdant de l'énergie, ce qui est exactement le contraire de l'énergie cinétique. À l'époque, l'idée semble absurde.
L'année suivante, lors de son annus mirabilis, Albert Einstein pose les bases de la relativité restreinte en publiant De l'électrodynamique des corps en mouvement, où il affirme, entre autres, que {\displaystyle c} est une constante ainsi qu'une limite qui ne peut être dépassée. Dans Ist die Trägheit eines Körpers von seinem Energiegehalt abhängig ?, publié la même année, Einstein pose la relation entre la masse et l'énergie d'une particule selon l'approche de la relativité restreinte, ce qui mène à la relation masse-énergie. Einstein fait également la démonstration que l'énergie d'une particule augmente avec sa vitesse selon le facteur de Lorentz, pour atteindre théoriquement l'infini lorsque la vitesse est égale à celle de la lumière dans le vide. Ce résultat pose l'impossibilité théorique pour une particule dotée de masse d'atteindre la vitesse de la lumière,.
Au début des années 1960, encouragés par le principe totalitaire, les physiciens O. M. P. Bilaniuk, V. K. Deshpande et George Sudarshan abordent l'idée d'une classe supraluminique de particules dans l'article Meta-Relativity, publié par l'American Journal of Physics. Utilisant la relation énergie-quantité de mouvement (en), les auteurs séparent les particules en trois classes : celles dont la vitesse est plus petite que la lumière ({\displaystyle v<c}), celles dont la vitesse est égale à celle de la lumière ({\displaystyle v=c}) et celles dont la vitesse est plus grande que celle de la lumière ({\displaystyle v>c}). Cette dernière classe est caractérisée par des particules possédant une masse imaginaire pure et une vitesse exclusivement supraluminique (cf. Formalisme).
En 1967, le physicien Gerald Feinberg reprend l'idée dans Possibility of Faster-Than-Light Particles, publié dans Physical Review. Feinberg nomme cette classe de particules « tachyon », d'après le grec ancien tachǘs signifiant rapide. Les autres classes seront par la suite nommées bradyons et luxons,.
Feinberg répond aux différentes objections émises à propos d'une telle classe de particules (cf. Paradoxes) et pose les bases du condensat de tachyons ainsi que leur application en théorie quantique des champs.
En 1969, Bilaniuk et Sudarshan publient Particles Beyond the Light Barrier dans Physics Today, un article vulgarisant le concept de tachyon et réfutant les principales objections qui sont émises quant à la possibilité de son existence.

## Formalisme

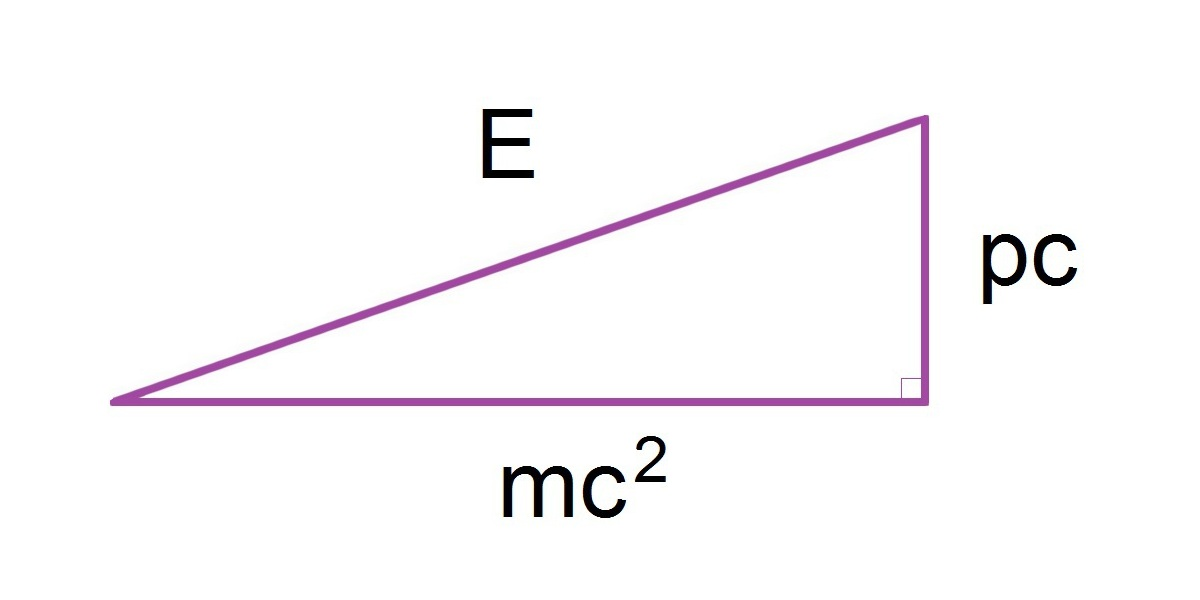
La relation masse-énergie-quantité de mouvement illustrée à l'aide du théorème de Pythagore.

La relation énergie-quantité de mouvement (en) présente l'énergie ({\displaystyle E}) en fonction de la masse ({\displaystyle m}), de la vitesse de la lumière dans le vide ({\displaystyle c}), du facteur de Lorentz ({\displaystyle \gamma }) et de la quantité de mouvement ({\displaystyle p}) sous la forme :
{\displaystyle E={\sqrt {(pc)^{2}+(m_{0}c^{2})^{2}}}={\frac {mc^{2}}{\sqrt {1-{\frac {v^{2}}{c^{2}}}}}}=\gamma mc^{2}},
Ainsi, pour une vitesse supraluminique ({\displaystyle v>c}), le terme {\displaystyle 1-{\frac {v^{2}}{c^{2}}}} devient négatif. Puisqu'un nombre négatif est le carré d'un nombre imaginaire pur, le résultat est que la masse ou l'énergie résultante est également imaginaire pure.
Pour la classe des tachyons, la masse au repos est décrite par un nombre imaginaire pur, alors que son énergie totale est mesurée par un nombre réel, comme pour tout corps physique. Puisque les tachyons ne peuvent aller moins vite que la vitesse de la lumière, ils n'ont jamais de « masse au repos ». Cette dernière n'est donc plus qu'un paramètre invariant entre les référentiels, sans réalité physique.
Ce modèle se heurte à plusieurs limites : par exemple, faisant tendre la vitesse du tachyon vers c , le facteur devient infini et imaginaire. Cela heurte au plus haut point le physicien.

### Théorie quantique des champs

Simulation présentant l'observation d'un tachyon. Comme cette particule se déplace à une vitesse supérieure à celle de la lumière, on ne pourrait pas la voir arriver. Après son passage, on pourrait voir deux images du tachyon, s'éloignant dans des directions opposées. La ligne noire est l'onde de choc de l'effet Tcherenkov, dont on a seulement représenté l'état à un moment donné.

Dans la théorie quantique des champs, si cette particule apparaît dans certains calculs, elle n'a jamais l'interprétation d'une particule réelle, mais est le signe d'une instabilité du vide dans le modèle considéré. En considérant la même théorie quantique des champs, mais développée autour du véritable vide de la théorie, le contenu en particules de la théorie est « différent » et le tachyon disparaît.
Un exemple important d'apparition de tachyon est celui d'une brisure spontanée de symétrie : au-delà de la température critique de transition de phase le paramètre d'ordre qui décrit l'état du système acquiert spontanément une valeur non nulle (comme l'aimantation dans le cas de la transition ferromagnétique par exemple) et si on développe la théorie autour du vide instable (qui était néanmoins stable avant la transition), alors on voit apparaître un mode tachyonique qui indique que le système tend à évoluer vers l'un des nouveaux vides stables.
Dans le cadre plus avancé de la théorie des cordes, la théorie des cordes bosoniques possède une instabilité semblable et contient un tachyon dans son spectre développé autour du « mauvais vide ». Cependant il n'est pas facile de déterminer avec précision le vrai vide de la théorie bosonique. Par contre la théorie des supercordes qui est la base de travail réaliste pour faire de la phénoménologie ne contient pas de tachyon dans son spectre.
Récemment, les physiciens James Wheeler et Joseph Spencer ont proposé une représentation équivalente de l'espace-temps qui permet d'exclure tout à fait l'existence de tachyons. Cependant les implications de cette approche (déterminisme du futur) sont assez contraignantes, d'où certains doutes sur sa valeur de preuve.

### Théorie des cordes
D'après la théorie des cordes, plus la longueur d'onde d'une vibration est courte, plus la particule est massive. Donc une vibration avec une longueur d'onde infinie conduit à une masse nulle et donc à un potentiel de vitesse infinie de déplacement de la particule engendrée, si on arrive à l'accélérer.
En théorie des cordes, les tachyons ont la même interprétation qu'en théorie quantique des champs, à la différence que la théorie des cordes est capable (en théorie) de prédire si des champs apparaissent en plus de décrire la topologie des champs de tachyons.
Les champs de tachyons interviennent en effet dans plusieurs versions de théories des cordes. En général, ces théories postulent que ce que nous voyons comme « particules » (électrons, photons, gravitons, etc.) sont en fait différents états de vibration d'une même corde. Les particules élémentaires peuvent être comparées à des notes de musique (analogie souvent utilisée, le mode d'excitation ou « type de particule » est à une corde élémentaire ce qu'une note de musique est à une corde de guitare). La masse d'une particule peut être déduite des vibrations que la corde manifeste ; autrement dit, la masse dépend du mode d'excitation.
Les tachyons apparaissent fréquemment dans le spectre des états possibles. S'il apparaît comme l'état vibratoire d'une corde ouverte, c'est le signe d'une instabilité de la D-brane à laquelle la corde est rattachée. Le système va lentement revenir à un état de cordes fermées et/ou D-brane stable. Si la corde est fermée, le tachyon est le signe d'une instabilité de l'espace-temps lui-même.

## Paradoxes
« There was a young lady named Bright
Whose speed was far faster than light
She went out one day
In a relative way
And returned the previous night. »

— Arthur Henry Reginald Buller, Punch (1923)

### Causalité
Le principe de causalité, jouant un rôle essentiel dans la théorie de la relativité, s'énonce ainsi : « ni information ni énergie ne peut se déplacer dans un référentiel galiléen à une vitesse supérieure à la vitesse limite d'information de la cause. »
Or la vitesse d'information de la cause est justement la vitesse limite que le tachyon dépasse (même si la lumière elle-même était plus lente que la vitesse d'information de la cause, la définition du tachyon est de se déplacer plus vite que la vitesse limite, non que la vitesse de la lumière, cf. Effet Vavilov-Tcherenkov).
Il est inutile de faire intervenir des boucles de causalité pour résoudre les problèmes posés par le voyage dans le temps des tachyons, car ils ne peuvent provoquer de paradoxes. Les discussions sur les tachyons ont cependant été à l'origine de controverses sur la causalité inversée, c'est-à-dire sur la possibilité qu'un effet précède temporellement (mais pas causalement) sa cause.

### Résolution par Feinberg
Toutefois, Gerald Feinberg[réf. nécessaire] a présenté une expérience de pensée justifiant comment l'existence du tachyon, et même la possibilité de fabriquer des détecteurs de tachyons, ne violerait malgré tout pas la causalité :
En effet, en utilisant les formules de changement de référentiel de la mécanique relativiste, on déduit que pour tout tachyon, il existe des référentiels dans lesquels il se déplace plus vite que la lumière mais sans remonter le temps, et d'autres dans lesquels il remonte le temps.
Il faut ici comprendre que ces deux types de référentiels seraient en translation chacun par rapport aux autres, sans qu'aucun ne se déplace plus vite que la lumière par rapport à un autre (les particules classiques - les bradyons - étant elles plus lentes que la lumière dans tous ces référentiels, et les luxons allant à la même vitesse dans tous les référentiels).
Les tachyons ne peuvent être que supraluminiques, mais peuvent aller vers le passé ou le futur (passé et futur au sens newtonien, en fait ; au sens de la relativité, les tachyons se déplacent dans l'ailleurs). Or si l'on fabriquait un détecteur de tachyons, il ne percevrait le tachyon qu'au moment de la collision du tachyon et du détecteur, sans pouvoir déterminer si ce tachyon vient du passé ou du futur. Autrement dit un détecteur de tachyons est aussi bien un émetteur de tachyons, et émettre des tachyons d'un appareil à l'autre ne peut servir à transmettre un message, puisque le récepteur ne distinguerait pas les tachyons qu'il recevrait de ceux qu'il émettrait lui-même.
Par conséquent même si les tachyons existent, ils ne permettent de transmettre ni information ni énergie plus vite que la lumière.

## Dans les œuvres de fiction
Le tachyon est parfois abordé dans la culture populaire. Les premières mentions dans des œuvres de science-fiction remontent au moins à 1974, alors qu'il est abordé dans La Guerre éternelle de Joe Haldeman.
Servant généralement d'unobtainium, les tachyons sont souvent utilisés pour établir des communications voyageant plus rapidement que la vitesse de la lumière, avec ou sans violation de la causalité. Ainsi, dans la série télévisée Babylon 5, les tachyons servent à établir des communications en temps réel sur de longues distances. Dans Un paysage du temps de Gregory Benford, ils servent à envoyer un message dans le passé. Il en va de même dans le film d'horreur Prince des ténèbres, où les tachyons sont utilisés pour envoyer des messages dans le passé pour avertir les personnages d'une catastrophe imminente. Dans le même ordre d'idées, un champ de tachyons est utilisé pour cacher le futur au Dr Manhattan dans Watchmen. Dans l'œuvre de fiction Time Riders écrite par Alex Scarrow, les tachyons servent à envoyer des messages dans le futur ou le passé et à faire voyager dans le temps des objets ou des êtres vivants. Les tachyons sont aussi omniprésents dans la série The Flash. On les retrouve aussi dans la Pentalogie du ciel de Bernard Werber.
D'autres œuvres font intervenir les tachyons sans employer leurs propriétés supraluminiques. Dans l'univers de Star Trek, ils sont souvent mentionnés comme l'unique résidu des objets rendus a priori invisibles et indétectables par un champ d'occultation. Dans Space Battleship Yamato, ils sont une source d'énergie et d'armement, tout comme dans les jeux Master of Orion, Privateer et Eve Online.
Dans le film K-PaX, Prot, le personnage principal parle de tachyons pour voyager.

## Théories de guérison
Sur Internet, des sites proposent de soigner des maladies à l'aide de « chambres à tachyons ». Il n'existe pas de preuves scientifiques des effets de ces chambres sur le traitement de maladies. Ces hypothèses sont toutefois exploitées dans des dérives sectaires.